# 충열로
충열로(Chungyeol-ro)는 강원특별자치도 춘천시 신사우동 사우사거리에서 춘천시 신북읍 을 잇는 도로이다.

## 주요 경유지
강원특별자치도
- 춘천시 (신사우동 . 신북읍)

## 노선
| 이름                  | 접속 노선       | 소재지 | 소재지   | 비고 |
| --------------------- | --------------- | ------ | -------- | ---- |
| 사우사거리            | 영서로          | 춘천시 | 신사우동 |      |
| 우두사거리            | 사우로          | 춘천시 | 신사우동 |      |
| 여우고개              |                 | 춘천시 | 신사우동 |      |
| (이름없음) (지하차도) | 신샘밭로 율문길 | 춘천시 | 신북읍   |      |

## 주요 건물 및 시설
- 새마을금고 소양강새마을금고 본점 (충열로 4/우두동 1067-2)
- GS25 춘천동부점 (충열로 32/우두동 1068-1)
- 롯데리아 춘천우두점 (충열로 39/우두동 707-35)
- 이디야커피 춘천우두동점 (충열로 39/우두동 707-35)
- S-OIL 소양강주유소 (충열로 65/우두동 401-90)
- 세븐일레븐 춘천우두풍년점 (충열로 78/우두동 410-28)
- 소양초등학교 (충열로 134/우두동 282-1)
- 새마을금고 북춘천새마을금고 본점 (충열로 153/우두동 444-1)
- 이디야커피 춘천사우중앙점 (충열로 153/우두동 444-1)
- GS25 북춘천점 (충열로 153/우두동 444-1)
- SK에너지 우두주유소 (충열로 234/우두동 139-5)